# Cristián Caro
Monseñor Cristián Caro Cordero (Santiago, 16 de febrero de 1943) es un sacerdote católico chileno, quien fue Arzobispo de Puerto Montt entre el 2001 y junio de 2018.

## Biografía
Mons. Cristián Caro Cordero nació en Santiago, en un hogar católico, siendo el segundo de cuatro hermanos hombres. Sus estudios básicos y medios los realizó en el Liceo Alemán de Santiago, perteneciente a la Congregación del Verbo Divino. 
Terminado el colegio ingresó a la Escuela de Medicina de la Pontificia Universidad Católica de Chile, donde cursó hasta cuarto año. En 1965, ingresó al Seminario Pontificio Mayor de Santiago, donde hizo estudios de filosofía y sacó la licenciatura de teología en la Facultad de Teología de la U.C., egresando en 1973. Su tesis fue sobre el ""De catechizandis rudibus"" de San Agustín.
Fue ordenado sacerdote por el Cardenal Raúl Silva Henríquez el 23 de diciembre de 1973. Trabajó en parroquias en Puente Alto entre 1972 y 1975. Tras la visita del Papa, el cardenal Juan Francisco Fresno le pidió ser su vicario episcopal para la Zona Oriente del arzobispado de Santiago, cargo que sirvió desde el 10 de mayo de 1987 hasta el 21 de julio de 1992.

## Obispado
El 13 de marzo de 1991 fue nombrado por S.S. Juan Pablo II obispo titular de Arcavica y auxiliar del arzobispo de Santiago en ese entonces monseñor Carlos Oviedo Cavada, quien lo consagró obispo el 14 de abril, y con quien colaboró como vicario general de Pastoral. El lema que eligió para su escudo episcopal fue ""La primacía de Cristo en todo"", inspirado en las palabras del Papa a los sacerdotes en la Catedral de Santiago.
Entre tanto, en noviembre de 1991 fue elegido Secretario General de la Conferencia Episcopal de Chile(CECH), debiendo compartir sus tareas entre el Arzobispado y la CECH. Fue miembro de la Comisión Pastoral de los Obispos por dos períodos, presidente del área de Agentes Evangelizadores y miembro de la Comisión Doctrinal.

## Controversias

### Renuncia por encubrimiento o por edad
A propósito de los problemas de la Iglesia católica chilena gatillados por el caso Karadima y los subsecuentes casos de encubrimiento, en marzo del 2018 el Papa Francisco citó a toda la Conferencia Episcopal chilena al Vaticano. Durante estas reuniones, todos los obispos de la Conferencia presentaron su renuncia al Papa.
En junio de 2018, el Papa comunicó que aceptaba la renuncia de 3 obispos, entre los cuales estaba Mons. Caro.
Horas antes de la comunicación del Vaticano, Mons. Caro informó que había sido aceptada su renuncia por edad. Sin embargo, hay quienes dicen que esto se debió a la falta de diligencia en investigar denuncias a sacerdotes de su arquidiócesis.